# خوتسباه
خوتسباه وتكتب بالإنجليزية (chutzpah), وهي كلمة تعني صفة الجراءة، للسوء أو للخير وهي مشتقة من الكلمة العبرية خوسباه (ḥuṣpāh (חֻצְפָּה)) التي تعني «وقاحة» أو «صفاقة» أو «جراءة».  وبالتالي فإن الكلمة اليديشية الأصلية لها دلالة سلبية شديدة ولكن الشكل الذي دخلت به على اللغة الإنجليزية ككلمة يديشية في الإنجليزية الأمريكية اتخذ معنى أوسع، حيث تم تعميمه من خلال الاستخدام العامي في الأفلام  والأدب والتلفاز. كما يتم تفسير الكلمة أحيانًا - لا سيما في لغة الأعمال - على أنها تعني المقدار من الشجاعة أو الهمة أو الحماسة التي يتمتع بها الفرد.

## أصل الكلمة
تستخدم كلمة خوتسباه باللغة العبرية بتسخط لوصف شخص قد تجاوز حدود سلوك المقبول. كما أن الاستخدام التقليدي للكلمة يعبر عن إحساس قوي بالرفض والإدانة والغضب.
يعرف ليو روستن في كتابه مباهج اليديشية (The Joys of Yiddish) خوتزباه بأنها «الوقاحة، البذائة، سَفَاهَة؛» الجرأة «المذهلة وجسارة بالإضافة إلى الغطرسة مثل عدم وجود كلمة أخرى  ولا لغة أخرى يمكن أن تنصفها». وبهذا المعنى  فإن تشوزباه تعبر عن الرفض الشديد والإدانة. في نفس الوقت يعرّف روستن المصطلح أيضًا على أنه «تلك الصفة المكرسة في الرجل الذي بعد أن قتل والدته وأبيه  ألقى بنفسه تحت رحمة المحكمة لأنه يتيم».
ترقى كلمة خوتزباه لتكون الإنكار تام للمسؤولية الشخصية مما يجعل الآخرين عاجزين عن الكلام وغير مصدقيين...  لا يمكن للمرء أن يصدق تمامًا أن شخصًا آخر يفتقر تمامًا إلى السمات الإنسانية المشتركة مثل تَأنِيبُ الضَّمِير والندم والشعور بالذنب والتعاطف والبصيرة. والمعنى الضمني هو على الأقل درجة معينة من السيكوباتية في الموضوع، وكذلك الدهشة المرعبة للمراقب أثناء العرض.
و نظير خوتسبا في اللغة العربية الفصحى هي كلمة (حصافة) ولا تعني «الوقاحة» أو «الصفاقة» أو أي شيء من ذاك القبيل بل  تعني«الحكم الصائب».[بحاجة لمصدر]

## في الأدب الحاخامي
يميز الحاخام هارولد إم. شولوايس معنى خوتسبا على أنه عناد ومضاد مما يسميه تقليد «الجرأة الروحية» أو  " chutzpah klapei shmaya ":
لقد نشأنا تقليديًا على الاعتقاد بأن العقيدة اليهودية تتطلب طاعة غير متزعزعة للقانون وللمشرع.  يميل هذا الموقف إلى تنمية مزاج من الامتثال والسلبية، وبالنسبة للتفكير التقليدي  فإن «التحدث إلى الله» يدل على بدعة.و لكن نوع هام من الجرأة الدينية والأخلاقية والروحية تجاه السلطة الإلهية - " chutzpah klapei shmaya " - يجد مكانًا للشرف في الفكر الديني اليهودي. [بحاجة لمصدر]
كمثال، يستشهد شولويس بحالة يتجادل فيها موسى مع الله حول عدالة وصاياه:
بالنسبة لموسى يجب على الله أن ي" فْتَقِدُ ذُنُوبَ الابَاءِ فِي الابْنَاءِ فِي الْجِيلِ الثَّالِثِ وَالرَّابِعِ (خروج 20 : 5) هو شكل غير مقبول من العقاب الجماعي مثل عقاب سدوم العشوائي أخلاقياً. تحدى موسى إعلان الله عقاب الأبناء على خطايا الآباء، فتجادل مع الله وضد الله  و باسم الله. ويشرك موسى الله بمنطق أخلاقي عنيف:
ملك الكون، تأمل بر إبراهيم وعبادة الأوثان لأبيه تارح. هل يعقل معاقبة الطفل على تجاوزات الأب؟ ملك الكون، تأمل في الأعمال الصالحة للملك حزقيا، الذي انبثق من صلب أبيه الشرير الملك آحاز. هل يستحق حزقيا عقاب آحاز؟ تأمل في نبلاء الملك يوشيا، الذي كان أبوه أمنون شريرًا. هل يرث يوشيا عقوبة أمنون؟ (عدد رباح، حكات التاسع عشر، 33)
بعد أن تعودنا على النظر إلى الله على أنه سلطوي لا يتزعزع ويعلن أوامر ثابتة، قد نتوقع أن يُوبَّخ موسى بشدة لمواجهته. من هو هذا الكائن البشري المحدود والضال وغير المعصوم للتشكيك في الأمر الصريح لمؤلف الوصايا العشر؟ إن الاستجابة الإلهية لموسى، وفقًا للخيال الأخلاقي الحاخامي،  تستوقف الانتباه:
بحياتك يا موسى لقد علمتني. لذلك سأبطل كلامي وأؤكد كلامك. ولذلك  قيل:
لا يُقْتَلُ الآبَاءُ عَنِ الأَوْلادِ وَلا يُقْتَلُ الأَوْلادُ عَنِ الآبَاءِ.ُ (تثنية 24 : 16)[بحاجة لمصدر]

## الاستخدام المعاصر
لاحظ القاضي ألكس كوزينسكي وإوغين فولوخ في مقال بعنوان دعوى شماوسوت (Shmawsuit Lawsuit  ) ارتفاعا في استخدام الكلمات اليديشية في الرأي القانوني. وأشاروا إلى أن كلمة خوتسباه قد استخدمت 231 مرة في الآراء القانونية الأمريكية، منها 220 مرة بعد عام 1980. وظهرت هوتسباه لأول مرة في حكم المحكمة العليا في عام 1998, في قضية (National Endowment for the Arts v. Finley), عندما استخدمها القاضي أنتونين سكاليا لوصف وقاحة الوقف الوطني للفنون (NEA) في طلب تمويل الحكومي.
في فيلم Haider   (2014) للمخرج فيشال بهارادواج، وهو تفسير حديث لهاملت على خلفية كشمير في خضم الصراع السياسي ويستخدم بطل الرواية كلمة هوتسباه التي ينطقونها كـ  /'tʃʊtspə/   بدلاً من  /ˈhʊtspə/   أو / ˈxʊtspə /  لوصف طريقة الهند في معاملة الشعب الكشميري منذ بداية الصراع وعلى ما يبدو أن اللفظ يشبه الهندية العامية.
الكلمة البولندية hucpa (تُنطق [ˈxut͜spa]) مشتقة أيضًا من هذا المصطلح، على الرغم من أن معناها أقرب إلى «الوقاحة» أو «الغطرسة»  ولذالك فهي تُستخدم عادةً بمعنى أكثر سلبية بدلاً من الإشارة إلى وصف إيجابي لجرأة شخص ما.
و بالمثل، فإن الشكل الألماني من هوتسباه هو Chuzpe.
"Chutzpah" وهي الإحصاءات الأولية لشخصيات اللاعبين وغير اللاعبين في لعبة لعب الأدوار بارانويا (Paranoia).